# Inlichtingendienst van de Verenigde Staten
De United States Intelligence Community (IC) of Inlichtingendienst van de Verenigde Staten is een groep afzonderlijke inlichtingendiensten van de Amerikaanse federale overheid en ondergeschikte organisaties die zowel afzonderlijk als gezamenlijk inlichtingenactiviteiten uitvoeren ter ondersteuning van het buitenlands beleid en de nationale veiligheidsbelangen van de Verenigde Staten. Tot de lidorganisaties van de IC behoren inlichtingendiensten, militaire inlichtingendiensten en civiele inlichtingen- en analysebureaus binnen federale uitvoerende departementen.
De IC staat onder toezicht van het Office of the Director of National Intelligence (ODNI), dat wordt geleid door de Director of National Intelligence (DNI), die rechtstreeks rapporteert aan de president van de Verenigde Staten. De IC werd opgericht door Executive Order 12333 ("United States Intelligence Activities"), ondertekend op 4 december 1981 door president Ronald Reagan. De wettelijke definitie van de IC, inclusief de lijst van agentschappen, werd vastgelegd in de Intelligence Organization Act van 1992.
The Washington Post meldde in 2010 dat er 1.271 overheidsorganisaties en 1.931 particuliere bedrijven op 10.000 locaties in de Verenigde Staten waren die zich bezighielden met terrorismebestrijding, binnenlandse veiligheid en inlichtingendiensten, en dat de inlichtingendienst als geheel 854.000 mensen zou omvatten die over topgeheime toestemmingen beschikken.

## Etymologie
De term Intelligence Community werd voor het eerst gebruikt tijdens de ambtstermijn van LTG Walter Bedell Smith als directeur van de Central Intelligence (1950-1953).

## Geschiedenis
Inlichtingen zijn gegevens die overheidsinstanties verzamelen, analyseren en verspreiden als reactie op vragen en vereisten van regeringsleiders. Intelligentie is een brede term die bijvoorbeeld het volgende kan omvatten:
Verzamelen, analyseren en produceren van gevoelige informatie ter ondersteuning van leiders op het gebied van nationale veiligheid, waaronder beleidsmakers, militaire commandanten en leden van het Congres. Het beveiligen van deze processen en informatie door middel van contraspionageactiviteiten. Uitvoering van geheime operaties die door de president zijn goedgekeurd. De IC streeft ernaar waardevolle inzichten te bieden in belangrijke kwesties door ruwe inlichtingen te verzamelen, die gegevens in context te analyseren en tijdige en relevante producten te produceren voor klanten op alle niveaus van de nationale veiligheid – van de strijder op de grond tot de president in Washington.
Uitvoeringsbesluit 12333 gaf de IC zes primaire doelstellingen:
- Het verzamelen van informatie die de president, de Nationale Veiligheidsraad, de minister van Buitenlandse Zaken, de minister van Defensie en andere functionarissen van de uitvoerende macht nodig hebben voor de uitoefening van hun taken en verantwoordelijkheden;
- Productie en verspreiding van inlichtingen;
- Het verzamelen van informatie over, en het uitvoeren van activiteiten ter bescherming tegen, inlichtingenactiviteiten gericht tegen de VS, internationale terroristische en/of drugsactiviteiten en andere vijandige activiteiten gericht tegen de VS door buitenlandse mogendheden, organisaties, personen en hun agenten;
- Speciale activiteiten (gedefinieerd als activiteiten die worden uitgevoerd ter ondersteuning van de doelstellingen van het Amerikaanse buitenlandse beleid in het buitenland, die zo worden gepland en uitgevoerd dat de "rol van de Amerikaanse regering niet zichtbaar is of publiekelijk wordt erkend", en die dienen ter ondersteuning van dergelijke activiteiten, maar niet bedoeld zijn om de politieke processen, de publieke opinie, het beleid of de media in de Verenigde Staten te beïnvloeden en die geen diplomatieke activiteiten of het verzamelen en produceren van inlichtingen of gerelateerde ondersteunende functies omvatten);
- Administratieve en ondersteunende activiteiten binnen de Verenigde Staten en in het buitenland die nodig zijn voor de uitvoering van geautoriseerde activiteiten
- Andere inlichtingenactiviteiten die de president van tijd tot tijd kan opdragen.

Vóór de oprichting van de CIA vervulden verschillende militaire inlichtingendiensten en in beperkte mate de FBI de rol ervan.